# فرودگاه بین‌المللی دیربا–زارزیس
فرودگاه بین‌المللی دیربا–زارزیس (به انگلیسی: Djerba–Zarzis International Airport) (به زبان بومی: Aéroport international de Djerba-Zarzis) یک فرودگاه همگانی مسافربری (۲۰۰۹) با کد یاتا DJE است که یک باند فرود آسفالت دارد و طول باند آن ۳۲۲۰ متر است. این فرودگاه در شهر جربه کشور تونس قرار دارد و در ارتفاع ۴ متری از سطح دریا واقع شده‌است.

## شرکت‌های هواپیمایی و مقصدهای پروازی
| شرکت‌های هواپیمایی                          | مقصدهای پروازی |
| ------------------------------------------ | --- |
| براوو ایرویز                               | چارتر فصلی: کیف ژولیانی |
| کوندور فلوگدینست                           | فصلی: دوسلدورف، مونیخ |
| آی-فلای                                    | چارتر فصلی: ونوکووا |
| لوکزایر                                    | لوگزامبورگ - فیندل |
| هواپیمایی لیبی                             | میتیگا |
| نوول‌ایر                                    | چارتر فصلی: بلگراد نیکولا تسلا، بلوونی گوگلیلمو مارکونی، بوردو–مریگناک، کلن بن، هانوفر، کاتوویتس، لایپزیگ/هال، لیسبون پورتلا، مونیخ، منچستر، اشتوتگارت، پالکوو، ورونا                                                                      |
| Pegas Fly                                  | چارتر فصلی: تالاگی، بلگورود، پاشکوفسکی، مورمانسک |
| اسمارت‌وینگز اجرا توسط تراول سرویس ایرلاینز | فصلی: پراگ رازیون |
| Thomas Cook Airlines                       | چارتر فصلی: گاتویک، منچستر، بیرمنگام |
| Thomson Airways                            | فصلی: گاتویک، منچستر |
| تراول سرویس ایرلاینز                       | چارتر فصلی: پراگ رازیون، برنو-تورانی |
| تی‌یوآی ایرلاینز نیدرلندز                   | چارتر فصلی: اسخیپول آمستردام |
| تی‌یوآی‌فلای نوردیک                          | چارتر فصلی: استکهلم-آرلاندا |
| ترنسویا فرانس                              | اورلی |
| تونس ایر                                   | بازل-مولوز-فرایبورگ اروپا، برلین شونفلد، بروکسل، فرانکفورت، هامبورگ، لیون-سینت اگزوپری، مارسی پروانس، مونیخ، نانت آتلانتیک، نیس کوت دازور، شارل دوگل پاریس، اورلی، استراسبورگ، توزر نفطه الدولی، زوریخ فصلی: ژنو چارتر: دوسلدورف، کاتوویتس |
| تونس‌ایر اکسپرس                             | سفاکس-تینا، تونس قرطاج |
| هواپیمایی سعودی                            | فصلی: شاهزاده محمد بن عبدالعزیز |